# Lo Ta-yu
Lo Ta-yu (cinese tradizionale: 羅大佑; pinyin: Luó Dàyòu; Taipei, 20 luglio 1954) è un cantautore taiwanese.
Conosciuto anche come Luo Dayou, durante gli anni '80 ha rivoluzionato la musica pop e rock cinese con i suoi testi melodici, le sue canzoni d'amore, e i commenti brillanti sulla situazione sociale e politica dell'epoca, spesso fino al punto che alcune delle sue canzoni sono state soppresse tanto a Taiwan quanto in Cina. È riconosciuto come una delle icone culturali più importanti di Taiwan, Hong Kong e Cina.
Stilisticamente, Lo Ta-yu preferisce non avere delle classificazioni. La sua musica delle origini mostrava forti radici folkloristiche, e molte delle sue canzoni attingevano alle influenze delle culture dei nativi taiwanesi. Alcune canzoni richiamano alla mente il rockabilly americano degli anni '50, altre rimandano allo stile vagabondo degli anni '70. Ciò che ha catturato i cuori di un'intera generazione, tuttavia, sono stati i suoi testi, che toccavano argomenti di vita quotidiana, atteggiamenti, responsabilità sociale, e problemi politici sia della Cina che di Taiwan con un flusso critico nascosto di senso dell'umorismo oscuro. Lo stile dei testi non è particolarmente artistico o complesso, ma piuttosto convenzionale; la maestria si nota nel significato, non nel modo in cui le parole sono messe insieme.

## Biografia
Lo Ta-yu è nato a Taiwan il 20 luglio 1954 in una famiglia benestante. Ha soddisfatto il desiderio della sua famiglia di vederlo concludere gli studi medici laureandosi alla China Medical University di Taichung, ma ha mostrato il suo spirito ribelle decidendo di abbandonare la carriera di fisico per perseguire il suo sogno musicale.
Nel 1982, Lo Ta-yu ha pubblicato il suo album di debutto Zhī hū zhě yě (之乎者也), il cui titolo consiste di semplici particelle del cinese letterario. Un album pioniere che ha allargato gli orizzonti della musica cinese ed ha stabilito un nuovo modello per la stesura di canzoni; dall'album sono state estratte hit quali non solo la canzone che dà il titolo all'album, ma anche "Lukang, the Little Town" (鹿港小鎮), "Love Song 1980" (戀曲1980) e "Childhood" (童年). Tale debutto, infarcito di canzoni piene di commenti sfacciati sulla scena sociale di Taiwan e occhiali da sole sportivi, ha scatenato pettegolezzi e discussioni piene di astio a proposito delle argomentazioni che i suoi testi mettevano in risalto a Taiwan, come la pedanteria confuciana e il vuoto urbano.
Nel 1983 è stato pubblicato il suo secondo album, Master of the Future (未來的主人翁), che comprende diverse canzoni: la canzone dalla quale prende il titolo l'album avverte l'ascoltatore di un futuro governato da bambini senza morale e senso dell'umanità; inoltre sono presenti "72 Transformations" (現象七十二變) e "Orphan of Asia" (亞細亞的孤兒), quest'ultima ha lo stesso titolo del romanzo di Wu Zhuoliu sulla storia dell'occupazione giapponese a Taiwan.
Nel 1985, ispirato dal successo del singolo americano We Are the World di USA for Africa, Lo scrisse "Tomorrow Will Be Better" (明天會更好), un suo singolo personale di carità di altissimo successo per celebrare il quarantesimo anniversario dell'indipendenza di Taiwan dalla colonizzazione giapponese. Alla fine fu realizzato da più di 60 differenti artisti di Taiwan, Hong Kong, Singapore e Malaysia, tra i quali figurano Tsai Chin, Chyi Chin, Chyi Yu, Sarah Chen, Eric Moo, Fei Yu Ching, Angus Tung e Jonathan Lee.
Lover/Comrade (愛人同志) è stato l'album seguente di Lo, pubblicato nel 1988. Oltre alla canzone intitolata come lo stesso album, che usa slogan politici nel contesto di una canzone d'amore, è anche presente "Love Song 1990" (戀曲1990), una delle sue canzoni d'amore più famose, che è stata scritta sei anni dopo "Love Song 1980."
Nel 1991 ha scritto "Pearl of the Orient" (東方之珠), considerata una delle sue canzoni più famose, nella quale canta delle lodi ad Hong Kong come paradiso simbolico dopo i rischi della navigazione nel Pacifico ed implora Hong Kong di non perdere la sua identità cinese a causa della rapida modernizzazione e della colonizzazione inglese dell'epoca. Ha anche scritto "Queen's Road East" (皇后大道東), una canzone in cantonese che racconta in modo satirico dell'imminente trasferimento di Hong Kong nel 1997 e prende in giro l'assenza di un palazzo a Queen's Road.
Nel 2004, Lo Ta-yu ha formalmente rinunciato alla cittadinanza statunitense per protestare contro l'introduzione nel Parlamento americano di una risoluzione riguardante lo schieramento della marina taiwanese in Iraq. "Quando i rappresentanti statunitensi hanno introdotto una risoluzione che chiedeva a Taiwan di mandare la sua marina militare in Iraq, ho compreso che mentre gli Stati Uniti incoraggiano commerci pacifici nello Stretto di Taiwan, lo stesso governo degli States è uno dei problemi che si parano davanti ai commerci veramente pacifici", ha detto Lo.
La sera di domenica 25 maggio 2008, alle ore 19.00, Lo Ta-yu ha tenuto un concerto al San Jose State University Event Center. Il titolo del concerto era "Join 'N Sing" Archiviato il 7 luglio 2022 in Internet Archive., per celebrare l'elezione del nuovo presidente di Taiwan Ma Ying-jeou. Tre ospiti speciali hanno partecipato alla serata: Kao Ling Fung, Hsu Nai Ling e Cindi Chaw Yong Hua. Il concerto si è trasformato in una raccolta di fondi per le vittime del terremoto del Sichuan, in Cina.

## Discografia
- Zhī hū zhě yě (之乎者也) (1982)
- Master of the Future (未來的主人翁) (1983)
- Home 家  (1984)
- Youth Movement 青春舞曲 (1986)
- Lover-Comrade (愛人同志) (1988)
- Brilliant Days 閃亮的日子 (1989)
- The Year to Say Farewell 告別的年代 (1989)
- Queen's Road East 皇后大道東 (1991)
- Hometown 原鄉 (1991)
- Capital 首都 (1992)
- Love Song 2000 戀曲二〇〇〇 (1994)
- Zài huì ba! Sù lán (再會吧！素蘭) (1995)
- Bǎodǎo xián suān tián (寶島鹹酸甜) (1996)
- Zuórì zhì jīn (昨日至今) (2002)
- Beautisland (美麗島) (2004)